# Penny le Noble
Penny le Noble (Haarlem, 2 februari 1972) is een Nederlands oud-softbalster.
Le Noble kwam uit voor het eerste damesteam van Terrasvogels en was tevens international van het Nederlands damessoftbalteam. Ze nam met dit team deel aan de Olympische Spelen van 1996 in Atlanta als korte stop en buitenvelder. In 2001 stopte Le Noble met topsport.
Madelon Beek · 
Petra Beek · 
Luciène Geels · 
Jacqueline de Heer · 
Marjolein de Jong · 
Jacqueline Knol · 
Anita Kossen · 
Anouk Mels · 
Sandra Nieuwveen · 
Penny le Noble · 
Corrine Ockhuijsen · 
Sonja Pannen · 
Marlies van der Putten · 
Gonny Reijnen · 
Martine Stiemer